# María Peláe
María Peláe   (Màlaga, 31 de març de 1990) María Peláez Sánchez és cantautora, cantant i compositora espanyola. Ha editat dos àlbums, titulats Hipocondria i La folcrónica. Va participar com a concursant en la novena edició de La teva cara em sona (2021-2022) d'Antena 3, quedant tercera classificada. La seva música es caracteritza per lletres amb molta crítica social i humor i per una mescla de flamenc amb ritmes més actuals.

## Biografia
Va néixer a Màlaga el 31 de març de 1990. Amb 13 anys li van regalar una guitarra i amb 16 va fer el seu primer concert com a percussionista. Amb 18 anys, poc abans d'entrar a la carrera de Medicina.
Va fer el seu primer concert com a solista (guitarra i veu). Va ser tal el que va sentir que va decidir estudiar alguna cosa que li permetés compaginar-ho amb la música,va estudiar Treball Social i, més tard, Antropologia.
En 2016 va editar el seu primer àlbum d'estudi, Hipocondria, gràcies a una campanya de micromecenatge.Va girar per multitud de sales en diverses ciutats espanyoles, com ara el Cafè Berlín de Madrid o la Cotxera Cabaret de Màlaga.
Ha compost dos temes que van ser finalistes per a representar a Espanya en Eurovisió: Arde, interpretat per Aitana, i compost juntament amb Alba Reig de Sweet Califòrnia; i Nadie se salva (al costat de Nil Moliner i Garabatto), que van interpretar Miki Núñez i Natalia Lacunza.
A partir del 2019, després de retardar l'inici del seu nou projecte per canvis d'última hora, va començar a pujar al seu canal de Youtube una sèrie de cançons que denotaven un canvi cap a una producció més moderna (canvi recomanat per Alba Reig de Sweet Califòrnia).
El primer senzill d'aquesta nova etapa, estrenat el juliol del 2019: "En casa de herrero" (parla sobre la indústria musical i el canvi de so de la mateixa artista) i al setembre d'aquest mateix any llança "La niña" (on tracta l'homosexualitat femenina emprant la ironia i amb tints autobiogràfics).
A "La Niña" li va seguir: "Yquien no" (març de 2020), "No me mires así" (maig de 2020) , cantada al costat d'Alba Reig. El videoclip de la cancó va ser gravat durant la quarantena derivada de la pandèmia de COVID-19. "La confesión" (setembre de 2020), "La quería" (desembre de 2020) amb Riki Rivera a la guitarra, "Te espero en jarra" (març de 2021) al costat de la cantaora Sandra Carrasco i "El mi tío Juan" (en la qual parla d'homosexualitat masculina amb molta ironia). Posteriorment va llançar "Que vengan a por mi", un tema més seriós que va compondre arran de «veure una manifestació de gent molt jove amb molt d'odi en la mirada, atacant i dient coses molt lletges a persones que s'estaven manifestant per una cosa bonica», com va comentar en una entrevista en el programa d'Antena 3 El hormiguero.

### La teva cara em sonaiLa folcrónica
El 23 de juliol de 2021 es confirma la seva participació oficial en la novena edició del programa Tu cara me suena d'Antena 3, al costat de personalitats com Els Morancos, Lydia Bosch, Loles León, Eva Soriano, David Fernández, Rasel Abad, NIA i Agoney.
Es va convertir en la segona finalista, després de la seva imitació de Barbara Pravi, cantant francesa que va representar al país gal en Eurovisió. Va quedar en tercera posició amb la seva imitació de Lola Flores, Peláe ha manifestat moltes vegades la seva gran admiració per Lola. Va ser una de les favorites durant tota l'edició.
Poc després de la finalització del concurs va llançar el seu segon àlbum d'estudi La folcrónica produït per la seva parella, Alba Reig, i compost per ambdues. En aquest albun va recopilar diversos dels singles que havia llançat en els anys anteriors juntament amb noves cançons. També ha compost altres temes com el tema de la capçalera del podcast d'humor “Estirando el chicle” o el tema "No será de nadie" de Pastora Soler.
Aquest segon àlbum compta amb la col·laboració d'artistes com a Pastora Soler, Vanesa Martín, Les Nenes o la seva companya de programa NIA.
És obertament lesbiana i ha utilitzat les seves cançons i intervencions en televisió i premsa per a fer visibilització del col·lectiu LGBTIQ+.

### Benidorm Fest
El novembre del 2023, es va anunciar que participaria en el Benidorm Fest 2024, el concurs de preselecció del representant d'Espanya al Festival de la Cançó d'Eurovisió 2024.

## Discografia

### Àlbums d'estudi
- HipocondrÍa (2017)
- La folcrónica (2022)
- Al baño María (2023)

- - Reina mora (2017)
  - En casa de herrero (2019)
  - La niña (2019)
  - Y quién no (2020)
  - No me mires así (2020)
  - La confesión (2020)
  - La quería (con Riki Rivera) (2020)
  - Te espero en jarra (con Sandra Carrasco)(2021)
  - Mi tío Juan (2021)
  - Que vengan a por mí (2021)
  - Cómo están las cosas (con NIA) (2022)
  - La quería (con Pastora Soler) (2022)
  - Historia de vida (con Vanesa Martín) (2022)
  - Cuéntale (con Las niñas) (2022)
  - Por si te vas (2022)
  - El gato marinero (2022)
  - Deshielo (2023)
  - El grillo (2023)
  - La Putukita (con Melody) (2023)

## Trajectòria televisiva
Programes de Televisió
| Año             | Programa                  | Canal     | Notas          |
| --------------- | ------------------------- | --------- | -------------- |
| 2020-2021; 2023 | Pasapalabra               | Antena 3  | Invitada       |
| 2021            | Tu cara me suena 8        | Antena 3  | Invitada       |
| 2021            | El hormiguero             | Antena 3  | Invitada       |
| 2021            | La noche D                | La 1      | Invitada       |
| 2021-2022       | Tu cara me suena 9        | Antena 3  | Concursant     |
| 2021-2022       | Zapeando                  | La Sexta  | Invitada       |
| 2022            | La Roca                   | La Sexta  | Invitada       |
| 2022            | La noche D                | La 1      | Col·laboradora |
| 2022            | En el nombre de Rocío     | Telecinco | Invitada       |
| 2022-presente   | Y ahora Sonsoles          | Antena 3  | Col·laboradora |
| 2022-presente   | <i id="mwAS0">La Roca</i> | La Sexta  | Col·laboradora |
| 2024            | Benidorm Fest 2024        | La 1      | Concursant     |

## Premis i reconeixements
- 2011: primer premi del Certamen Internacional de Ciutat Autònoma de Melilla.
- 2012: primer premi del Certamen Andalús de Cançó d'Autor-Desencaixa (Jaén)[17]
- 2015: segon premio Certamen Cantautors de Burgos.
- 2016: primer premio Certamen Cantautors de Burgos.
- 2016: primer premio Certamen Cantautors Cantant a la Rivera de Gata de Càceres.[18]
- 2016: primer premi del XV Festival Internacional de Cançó d'Autor ‘Abril per a viure’ a Granada.[19]